# 蘇珊·戈德堡
蘇珊·戈德堡（英語：Susan Goldberg，1960年代—），是美國記者和國家地理主編。國家地理雜誌於1888年首次出版以來，她是第一位編輯該雜誌的女性。在加入國家地理之前，戈德堡曾在彭博社和今日美國工作過。作為跨平台講故事的倡導者，她將自己的專業知識和經驗應用於不同媒體平台上。

## 生平
戈德堡於密歇根州安娜堡的猶太家庭長大，並在八年級時愛上了新聞業，當時她寫了一篇題為“新聞業機會”的論文。戈德堡認為她的職業成功始於20歲時在西雅圖郵訊報工作，當時她從實習為期8週被聘為全職記者。她輟學去做報社的工作，並且這段經歷對她的職業發展產生了深遠的影響。戈德堡於1987年畢業於密歇根州立大學新聞學學士學位。此後，她成立了蘇珊·戈德堡獎學金。作為傳播藝術與科學學院校友會董事會成員，她積極參與學院的事務，並為校友們提供支持和指導。2015年，戈德堡回到密歇根州立大學，作為演講嘉賓發表了畢業典禮演講。她藉此機會與學生們分享了自己的職業經歷和人生智慧，為他們送上了激勵和鼓舞。

## 個人生活
戈德堡與房地產律師傑佛里·埃特尼爾（Geoffrey Etnire）結婚，並且他們居住在華盛頓特區。